# Cantó de Saint-Étienne-Sud-Est-2
El cantó de Saint-Étienne-Sud-Est-2 és un cantó francès al districte de Saint-Étienne (departament del Loira) que inclou part del municipi de Sant-Etiève.

## Història
| Data d'elecció                           | Identitat        | Partit           | Qualitat |
| ---------------------------------------- | ---------------- | ---------------- | -------- |
| 1973-1976                                | Mme Dorne        | CNIP             |          |
| 1976-1982                                | M. Arnaud        | PCF              |          |
| 1982-1994                                | Jean-Luc Desprez | UDF              |          |
| 1994-                                    | Georges Ziegler  | UDF, després UMP |          |
| les dades anteriors no són pas conegudes |                  |                  |          |